# Mașca
Mașca – wieś w Rumunii, w okręgu Kluż, w gminie Iara. W 2011 roku liczyła 162 mieszkańców.